# 용남고속
용남고속주식회사(龍南高速株式會社)는 대한민국 경기도에서 최초로 생긴 시외버스 회사로 1948년 2월 경기도 면허 1호의 버스 회사로 설립되었으며, 1998년 상호명을 용남여객(龍南旅客)에서 용남고속(龍南高速)으로 변경하였다. 회사명으로 사용된 '용남'(龍南)은 '용인의 남씨'를 의미하는 단어며, 본사 및 사무실은 대한민국 경기도 수원시 권선구 오목천동에 있다.

## 주요 영업소
- 본사 : 대한민국 경기도 수원시 권선구 온정로 88
- 시내 영업소 : 신갈, 동탄, 영통, 이목동, 경희대학교, 오산
- 시외 영업소 : 온양, 수원, 동서울, 안산, 안양, 천안, 평택, 신갈, 동탄, 경희대학교, 오산

## 연혁
- 1948년 2월: 경기면허 1호 회사 설립
- 1961년 8월 23: 용남여객자동차 (주) 법인 설립
- 1995년 1월 27일: 경일여객에서 일반좌석버스 777번 (수원역 ~ 사당역) 노선 양수
- 1996년 8월 5일: 일반좌석버스 777번 (수원역 ~ 사당역) 노선을 삼경운수에 양도
- 1996년 8월 12일: 시외버스 (수원역 ~ 사당역) 노선을 삼경운수에 양도하였으나 이후 직행좌석버스 7770번으로 형간전환되었다.
- 1997년 2월: (주)삼성여객에서 직행좌석버스 1007번 (수원역 ~ 잠실역) 노선 양수
- 1997년 12월: 직행좌석버스 1007-1번 (경희대학교 ~ 잠실역) 노선 개통
- 1998년 8월: 현재의 대표이사 취임하면서 현재의 사명으로 변경
- 1999년 2월: 직행좌석버스 3000번 (수원역 ~ 강남역) 노선, 직행좌석버스 3001번 (경희대학교 ~ 강남역) 노선 개통
- 2000년 2월: 직행좌석버스 7000번 (경희대학교 ~ 사당역) 노선 개통, 직행좌석버스 2007번 (수원역 ~ 단대오거리역) 노선을 삼경운수에 양도
- 2000년 10월: 직행좌석버스 1009번 (수원역 ~ 강변역) 노선 개통
- 2001년 4월: 용남고속 홈페이지 개설
- 2002년 8월: 태화상운으로부터 안산 ~ 천안, 안산 ~ 대전, 안산 ~ 서산 시외버스 노선 양수
- 2002년 10월: 성산교통 (현재는 경남여객에 통합)으로부터 직행좌석버스 5100번 (경희대학교 ~ 신논현역), 5100-1번 (경희대학교 ~ 양재역) 노선 양수
- 2002년 11월: 직행좌석버스 3007번 (수원종합버스터미널 ~ 강남역) 개통
- 2002년 12월: 직행좌석버스 1007번, 1007-1번, 1009번 대원고속으로 노선 양도 및 직행좌석버스 3003번 (수원여자대학교 ~ 강남역) 노선 개통 대원고속에서 동서울-천안,아산 시외버스 노선 양수
- 2004년 4월: 명진여객으로부터 오산시외버스터미널 ~ 신논현역 시외버스 노선 양수 (현재는 직행좌석버스 5300번으로 형간 전환됨)
- 2004년 9월: 신원여객의 폐업으로 시내버스 전 노선 양수
- 2005년 1월: 110번 좌석버스 경원여객으로 양도.
- 2005년 2월: 직행좌석버스 5100-1번 노선을 직행좌석버스 3001번 노선에 통폐합
- 2005년 3월: 직행좌석버스 3002번 (수원종합버스터미널 ~ 강남역) 노선, 직행좌석버스 7001번 (수원종합버스터미널 ~ 사당역) 노선 개통
- 2006년 1월: 온양 ~ 천안 ~ 안양간 시외버스 노선 및 수원 ~ 평택간 시외버스 노선 폐지(수도권 전철 1호선으로 대체 이용)
- 2006년 5월: 도시형버스 9번 (경희대학교 ~ 금곡동) 노선 개통
- 2006년 6월: 일산 킨텍스 ~ 안양 ~ 보령간 시외버스 노선, 서수원 ~ 오산 ~ 보령간 시외버스 노선 개통
- 2006년 7월: 성남 ~ 평택 ~ 군산간 시외버스 노선 개통
- 2006년 9월 27일: 시외버스사업부문을 '용남시외버스 (주)로 분할
- 2007년 4월: 직행좌석버스 7002번 (동탄신도시 ~ 사당역) 노선 개통
- 2007년 8월: 동탄신도시 ~ 김포국제공항 ~ 인천국제공항간 공항버스 노선 개통
- 2007년 8월 20일: 용남고속이 수원시 권선구 오목천동 386-2에 학원지점을 개설하였다.
- 2008년 일자 미상: 저상버스 운행 (88번, 9번, 83번, 2-1번, 15-1번)
- 2008년 12월: 화성시 시내버스 업체인 제부여객 인수
- 2009년 6월: 용남시외버스 (주)를 용남고속버스라인 (주)로 사명변경
- 2009년 12월: 강화 ~ 김포한강신도시 ~ 김포국제공항 ~ 청주 노선을 강화운수에서 양수 운행 및 수원 ~ 한남동 ~ 을지로5가간 시외버스 노선 개통
- 2010년 4월: 도시형버스 1번 (호매실동 ~ 반송고등학교) 노선 개통
- 2010년 8월: 경기순환버스 8407번 (의왕시 고천동 ~ 대화역) 노선 및 경기순환버스 8409번 (의왕시 고천동 ~ 경기도청 제2청사) 노선 개통
- 2010년 11월: 도시형버스 99-1번 (경희대학교 ~ 망포고등학교) 노선 개통, 도시형버스 46번 (경기대학교 ~ 오목천동 ~ 병점) 순환형태의 노선에서 병점 ~ 수원역 구간이 폐선되면서 (경기대학교 ~ 병점)를 왕복운행하는 노선 형태로 변경
- 2011년 1월: 국토해양부의 광역급행버스 M5107번 노선의 개통으로 인해 수원 ~ 한남동 ~ 을지로5가간 시외버스 노선 폐지 (현재 간선급행버스 8800번이 이 시외버스 노선의 대부분 구간을 대체 운행하고 있다.)
- 2011년 2월: 경기순환버스 8407번은 경원여객, 경기순환버스 8409번은 경기고속으로 각각 노선 양도 및 8409번의 노선 변경으로 인해 수원 ~ 구리 ~ 의정부간 시외버스 노선 폐지
- 2011년 3월: 오산시외버스터미널 ~ 신논현역 시외버스 노선을 직행좌석버스 5300번으로 형간 전환
- 2011년 4월: 오산시외버스터미널 ~ 사당역 시외버스 노선 신설
- 2011년 6월: 직행좌석버스 3001번 폐지
- 2012년 4월: 오산시외버스터미널 ~ 사당역 시외버스 노선 폐지 및 직행좌석버스 5300-1번 (갈곶동 ~ 강남역) 노선 개통
- 2012년 12월: 중부고속으로부터 천안 ~ 성환 ~ 평택 시외버스 노선 양수
- 2013년 11월: 간선급행버스 8800번 (수원종합버스터미널 ~ 서울역 버스 환승센터) 노선 개통
- 2015년 4월: 수원시내버스 51번 도시형버스 노선에 타요버스 4대 운행을 실시하고 내부는 타요목소리 안내방송도 실시
- 2015년 12월 8일: 수원시내버스 15번 도시형버스 노선을 제부여객으로 이관하였다.
- 2015년 12월 21일: 시외버스 R8323번 (성남 - 평택대학교 - 평택 - 남서울대학교) 노선을 대원고속 시외버스 R8420번 (성남 - 오산 - 송탄 - 국제대학교) 노선 그리고 성남 ~ 평택 시외버스 노선들을 경기고속에 매각하였다.
- 2016년 8월 17일: 시내버스 22-1번과 46-1번이 22번으로 통합되었다.
- 2016년 9월 1일: 도시형버스 123번 신설
- 2017년 1월 24일: 직행좌석버스 3000번 (수원역 ~ 강남역) 노선을 경진여객으로 이관하였고 경진여객에서 운행하던 도시형버스 34번, 34-1번 노선을 이관 받았다.
- 2017년 2월 6일: 굿모닝 급행버스 G5100번 신설
- 2017년 5월 12일: 도시형버스 90번 폐선, 19번 신설
- 2017년 7월 1일: 도시형버스 123번이 따복버스 123A번으로 전환되었으며, 따복버스 123B번이 신설되었다.
- 2017년 8월 23일: 도시형버스 52번 폐선
- 2017년 10월 25일: 도시형버스 99-1번 폐선
- 2018년 1월 2일: 자동차운전학원 관련 사업을 용남자동차운전전문학원 주식회사로 분리.
- 2018년 1월 24일: 굿모닝 급행버스 G3007번 신설
- 2018년 4월 1일: 국토교통부의 광역급행버스 M5532번 (갈곶동 ~ 사당역) 노선을 오산교통에서 이관 받았다.
- 2018년 4월 23일: 도시형버스 201번 신설 (오산교통 공동 배차)
- 2018년 5월: 굿모닝 급행버스 G3007번 노선을 직행좌석버스 3008번으로 형간 전환
- 2018년 5월 9일: 용남공항리무진 주식회사 설립
- 2018년 6월 3일: 경기공항리무진버스의 공항버스 노선 양수
- 2019년 3월 12일: M5443번 개통
- 2019년 12월 20일: 59번 개통
- 2020년 12월 31일: 국토교통부의 광역버스 M5443번, M5532번 노선을 경진여객에 양도
- 2021년 8월 3일: 사모펀드 'MC 파트너스'가 용남고속 인수
- 2022년 1월 1일: 4-1번운행증단

## 현황
2021년 1월 기준이다.

### 시내버스
| 운행업체          | 보유 노선수 | 보유 노선수 | 보유 노선수 | 보유 노선수 | 보유 노선수 | 등록 대수 | 등록 대수 | 등록 대수 | 등록 대수 | 등록 대수 |
| ----------------- | ----------- | ----------- | ----------- | ----------- | ----------- | --------- | --------- | --------- | --------- | --------- |
| 운행업체          | 노선 합계   | 광역급행    | 직행좌석    | 일반좌석    | 시내일반    | 대수 합계 | 광역급행  | 직행좌석  | 일반좌석  | 시내일반  |
| 용남고속          | 30          | -           | 12          | -           | 18          | 301       | -         | 100       | -         | 201       |
| 용남버스 (수원시) | 4           | -           | 4           | -           | -           | 23        | -         | 23        | -         | -         |
| 용남버스 (오산시) | 4           | -           | 4           | -           | -           | 35        | -         | 35        | -         | -         |

### 시외버스
| 운행업체 | 보유 노선수 | 보유 노선수 | 보유 노선수 | 등록 대수 | 등록 대수 | 등록 대수 | 등록 대수 |
| -------- | ----------- | ----------- | ----------- | --------- | --------- | --------- | --------- |
| 운행업체 | 노선 합계   | 시외버스    | 고속버스    | 대수 합계 | 시외버스  | 고속버스  |           |
| 용남고속 | 3           | 3           | -           | 16        | 16        | -         |           |

## 운행 노선
시외버스와 공항버스 중, 공항버스 A8835, A8837 2개의 노선과 나머지 시외버스와 시내버스 중 3003, 5200, 5300, 5300-1, 7002, M5532(국토부 광역급행형버스) 등은 용남고속버스라인과 나머지 시내버스는 용남고속(주) 소속의 버스 노선이다.

### 시내버스

#### 도시형버스
- ● 2-1번: 남부공영차고 - 반정아이파크4단지 정문, 반정아이파크5단지 후문 - 망포역 - 벽산아파트 후문 - 현대홈타운 - 벽적골 - 영통역 - 청명역 - 아모레퍼시픽그룹 - 매탄성일A - 동수원우체국 - 이춘택병원 - 수원역 - 화서오거리 - 화서역 - 당수지구A-4BL - 당수지구상업부지 <전기저상버스 운행>
- ● 9번: 경희대학교 - 영통역 - 무궁화전자 - 한국 2차아파트 - 매탄동 성일아파트 - 동수원우체국 - 인계파밀리에 - 이춘택병원 - 수원역 - 농촌진흥청 - 구운중학교 - 강남A - 가온마을 - LG빌리지 - 칠보마을 - 신미주A - 칠보초등학교 <전기저상 버스운행, 경기도 단일시군 공공관리제 공공관리제노선>
- ● 9-1번 : 수원여자대학교 - 능실마을 - 칠보초등학교 - 구운중학교 - 농촌진흥청 - 수원역 - 이춘택병원 - 인계파밀리에 - 동수원우체국 - 매탄성일A - 무궁화전자 - 영통역 - 경희대학교 - 한보라마을 - 공세지구 대주피오레2단지(2011년 11월 신설)<경기도 공공관리제노선>
- ● 13-5번: 동탄신도시 - 동탄2동행정복지센터 - 동탄1동행정복지센터 - 한림대병원, 이마트동탄점 - 삼성반도체후문 - 신영통현대A - 망포동 - 망포역 - 수원종합버스터미널 - 수원역 - 서둔동 - 농촌진흥청 - 구운중학교 - 호매실삼익A - 칠보마을 - LG빌리지 - 당수동 <전기저상버스 운행>
- ● 19번: 서부공영차고지 - 호매실엔루체 - 금곡LG2.3단지 - 구운동삼환아파트 - 화서역.스타필드수원 - 정자종합시장 - 수성중사거리 - 수원종합운동장.수원KT위즈파크 - 조원동.조원시장 - 경기남부보훈지청.경기북중후문 - 광교중앙역.경기도청 - 수원컨벤션센터.수원롯데아울렛 - 수원지방법원 - 상현역 - 상현고교 - 수원시동부차고지 (2023년 11월 01일 부로 기종점 변경되었습니다.) <전기저상버스 운행>
- ● 34번: 협성대학교정문 ↔ 봉담한신아파트후문 ↔ 장안대후문 ↔ 삼봉마을.신안인스빌 ↔ 봉담읍행정복지센터 ↔ 동화리.동남아파트 ↔ 대진아이엠.LH3단지 ↔ 수영오거리 ↔ 이마트 봉담점 ↔ 와우리 ↔ 수원대학교 ↔ 융건릉 ↔ 용주사 ↔ 안녕농협 ↔ 안용중학교 ↔ 병점역 후문 ↔ 한일타운 ↔ 홈플러스 병점점 ↔ 병점역 사거리 ↔ 화남아파트 ↔ 안화고등학교 ↔ 태안주공 7~11단지 ↔ 삼성전자 화성캠퍼스 ↔ 반월삼거리 ↔ 신영통현대타운 ↔ 태장초등학교 ↔ 망포역 ↔ 살구골 동아, 현대아파트 ↔ 영통역 ↔ 청명역 ↔ 흥덕중학교 ↔ 이마트 흥덕점 ↔ 흥덕 1, 2단지 ↔ 태평양화학 ↔ 홈플러스 원천점 ↔ 광교호수공원 ↔ 광교동부차고지 (이 노선은 2017년 1월 24일 경진여객에서 이관 받은 노선이다.)(2024년 2월 1일 협성대학교정문으로 변경) <전기저상버스 운행, 경기도 공공관리제노선>
- ● 34-1번: 협성대학교정문 ↔ 봉담한신아파트후문 ↔ 장안대후문 ↔ 삼봉마을.신안인스빌 ↔ 봉담읍행정복지센터 ↔ 국민체육센터 ↔ 봉담택지지구 ↔ 동화휴먼시아1단지.상봉초등학교 ↔ 동화중학교 ↔ 와우초등학교 ↔ 수원대학교 ↔ 융건릉 ↔ 용주사 ↔ 안녕농협 ↔ 안용중학교 ↔ 병점역 후문 ↔ 한일타운 ↔ 홈플러스 병점점 ↔ 병점역 사거리 ↔ 화남아파트 ↔ 안화고등학교 ↔ 태안주공 7~11단지 ↔ 삼성전자 화성캠퍼스 ↔ 반월삼거리 ↔ 신영통현대타운 ↔ 태장초등학교 ↔ 망포역 ↔ 살구골 동아, 현대아파트 ↔ 영통역 ↔ 청명역 ↔ 흥덕중학교 ↔ 이마트 흥덕점 ↔ 광교호반마을 (휴먼시아20, 수자인) ↔ 광교호수공원 ↔ 광교동부차고지 (이 노선은 2017년 1월 24일 경진여객에서 이관 받은 노선이다.)(2024년 2월 1일 협성대학교정문으로 변경) <전기저상버스 운행, 경기도 공공관리제노선>
- ● 88번: 수원여자대학교 - 권선구청 - 탑동 - 서호초교 - 수원역 - 수원종합버스터미널 - 임광아파트 - 법원사거리 - 성빈센트병원 - 팔달문 - 장안문 - 조원시장 - 조원동 주공아파트 <전기저상버스 운행>
- ● 92번: 곡반정동 - 임광A - 동수원뉴코아 - 수원시청, 수원시청역 - 매교역 - 경기도청 - 수원역 - 서둔동 - 농촌진흥청 - 삼환아파트 - 화서역 - 수성고등학교 - 동신A - 수원SK스카이뷰 - 동원고등학교 <전기저상버스 운행, 경기도 공공관리제노선>
- ● 99번: 수원여자대학교 - 능실마을 - 칠보마을 - 가온마을 - 서수원시외버스터미널 - 성균관대역 - 동원고 - 동신A - 만석공원 - 한일타운 - 조원시장 - 북중 - 팔달구청 - 아주대학교 - 법원사거리 - 매탄4단지 - 매탄고 - 매탄권선역 - 망포역 - 신영통 - 한림대병원 - 동탄역 - 대우푸르지오A (2008년 3월 망포고↔황골 노선으로 운행 개시. 2014-11-01 매탄동-흥덕지구-기산동 단축. 2015-11-10 동탄2신도시 - 동탄역 연장) <전기저상버스 운행, 경기도 공공관리제노선>
- ● 99-2번: 수원여자대학교 - 오목천청구A - 수원산업단지 - 탑동입구 - 서수원시외버스터미널 - 성균관대역 - 천천초, 중, 고교 - 동남보건대학교 - 만석공원 - 한일타운 - 조원시장 - 북중 - 팔달구청 - 아주대학교 - 법원사거리 - 동수원뉴코아 - 수원시청역, 갤러리아백화점 - 농수산물시장 - 유원보성A - 수원아이파크시티 - 곡반정동 (2012-09-04 ~ ) <전기저상버스 운행, 경기도 공공관리제노선>
- ● 777번: 수원역 ↔ 장안문 ↔ 수원종합운동장 ↔ 파장동 ↔ 고천 ↔ 호계사거리 ↔ 인덕원역 ↔ 정부과천청사 ↔ 남태령역 ↔ 사당역 (2020년 12월 31일부로 경진여객에서 이관) <전기저상버스 운행, 경기도 공공관리제노선>

#### 직행좌석버스
- ● 3002번: 수원남부버스공영차고지 - 수원종합버스터미널 - 권선시장 - 갤러리아백화점 - 청소년문화센터 - 월드메르디앙 - 수원월드컵경기장 - 광교테크노밸리 - 광교 웰빙타운 - 서수지 나들목 - 용인서울고속도로 - 헌릉 나들목 - 양재시민의숲역 - 양재역 - 뱅뱅사거리 - 강남역 (대광위 준공영제 노선)
- ● 3003번: 수원여자대학교 - 구운동 - 백설마을 - 동남보건대 - 천천동 - 성균관대역 - 동원고등학교 (서울 방향만 경유) - 경수산업도로 - 의왕 나들목 - 과천봉담도시고속화도로 (의왕요금소) - 선바위역 - 과천우면산도시고속화도로 - 우면산터널 - 예술의 전당 - 서초역 - 교대역 - 강남역 - 뱅뱅사거리 - 양재역 - 양재시민의숲역 - 양재 나들목 - 선암로 나들목 - 선바위역 (용남고속버스라인 노선)
- ● 3007번: 수원종합버스터미널 - 임광아파트 - 법원사거리 - 아주대학교 - 수원월드컵경기장 - 경기대학교 후문 - 광교역 입구 - 동수원 나들목 - 영동고속도로 - 신갈 분기점 - 경부고속도로 - 양재 나들목 - 양재시민의숲역 - 양재역 - 뱅뱅사거리 - 강남역
- ● 3008번: 선일초등학교.수원아이파크시티 - 평생교육학습관.남수원중학교 - 아주대학교 - 광교테크노밸리 - 동수원 나들목 - 영동고속도로 - 신갈 분기점 - 경부고속도로 - 반포 나들목 - 신논현역 - 강남역 - 양재역 (2층버스 운행)
- ● 5100번: 경희대학교 - 영통역 - 청명역 - 수원 나들목 - 경부고속도로 - 반포 나들목 - KCC 사옥 - 신논현역 - 강남역 - 뱅뱅사거리 - 양재역 - 양재시민의숲역 - 양재 나들목 <이 노선은 성산교통 (현 경남여객)으로부터 양도 받은 노선이다.>
- ● 5200번: 오산차고지 - 오산청호아파트 - 오산빌리지 - 원동푸르지오 - 대원/한양수자인아파트 - 오산시티자아1.2단지 - 오산센트럴푸르지오 - 은계주공아파트 - 화성초등학교 - 수청주공아파트 - 매홀중학교 - 스마트시티센터 - 세미초등학교 - 세교자이후문 - 교육청사거리 - 수도권제2순환고속도로(봉담 ~ 동탄) - 경부고속도로 - KCC사옥 - 신논현역.인터파크 (2020년 5월 15일 신설)(용남고속버스라인 노선)
- ● 5300번: 갈곶동차고지 - 갈곶동 - 오산역, 오산시외버스터미널 - 오산시청 - 운암동 주공 3단지 - 오산 나들목 - 경부고속도로 - 반포 나들목 - KCC 사옥 - 신논현역 - 강남역 - 뱅뱅사거리 - 양재역 - 양재시민의숲역 - 양재 나들목 (수원시 구간은 영업 운행 하지 않음.) (구 명진여객, 용남고속버스라인 노선) (2층 버스 운행)
- ● 5300-1번: 갈곶동차고지 - 갈곶동 - 오산역, 오산시외버스터미널 - 오산시청 - 운암동 주공 3단지 - 오산 나들목 - 경부고속도로 - 서초 나들목 - 남부터미널역 - 교대역 - 강남역 - 뱅뱅사거리 - 양재역 - 양재시민의숲역 - 양재 나들목 (수원시 구간은 영업 운행 하지 않음.) (용남고속버스라인 노선)(이 노선은 전세 차량으로만 운행합니다.)
- ● 7000번 : 경희대학교 4색의광장 - 살구골아파트 - 살구골현대아파트 - 영통역 - 청명역 - 황골주공·벽산아파트 - 영통빌리지 - 삼성전자입구 - 원천주공2단지 - 광교호반베르디움 - 舊법원4거리 - 아주대학교·아주대학교병원 - 효성초등학교 - 수원월드컵경기장·동성중학교 - 우만동4단지 - 경기대학교 수원캠퍼스후문·수원박물관 - 동수원TG - 동수원IC - 영동고속도로 - 북수원IC - 북수원TG - 의왕톨게이트 - 봉담과천로 - 과천동주민센터 - 남태령역 - 사당역
- ● 7001번: 수원종합버스터미널 - 임광아파트 - 아주대학교 - 수원월드컵경기장 - 경기대학교 후문 - 광교역 입구 - 동수원 나들목 - 영동고속도로 - 북수원 나들목 - 경수산업도로 - 의왕 나들목 - 과천봉담도시고속화도로 (의왕요금소) - 남태령역 - 사당역 (대광위 준공영제 노선)
- ● 7002번: 수원남부버스공영차고지 - 수원종합버스터미널 - 권선시장 - 농수산물시장 - 청소년문화센터 - 광교신도시 - 서수지 나들목 - 용인서울고속도로 - 서판교 나들목 - 인덕원역4호선 (용남고속버스라인 노선)
- ● 8450번: 수원버스터미널 - 수원역 - 웃거리.힐스테이트수원테라스 - 서수원버스터미널 - 산본역 - 서울외곽순환고속도로 - 고양 (백석) -  (2024년 8월 1일 시외 R8450번 → 직행좌석 형간전환 및 노선 구간 변경) (용남고속버스라인 노선)
- ● G5100번: 경희대학교 - 살구골 동아아파트 - 영통역 - 청명역 - 황골주공,황골벽산아파트 - 두진아파트 - 수원 나들목 - 경부고속도로 - 반포 나들목 - KCC 사옥 - 신논현역 - 강남역 - 역삼동 우성아파트 - 뱅뱅사거리 - 양재역 - 교육개발원 입구 - 양재시민의숲역 - 양재 나들목 (2017년 2월 6일 신설, 2층버스 운행)

#### 국토교통부의 광역급행버스
- ● M5532번: 갈곶동.동부아파트 - 원동초등학교 - 오산역.오산터미널 - U-City 센터앞 - 세교13단지 - 죽미마을입구 - 봉담동탄고속도로 - 경부고속도로 - 남부터미널- 예술의전당 - 방배동래미안아트힐.국립국악원 - 방배동래미안타워.동덕여자중고등학교 - 대항병원.연세사랑병원 - 사당역 (2017년 3월 20일 신설, 2018년 4월 1일 오산교통에서 이관받았고, 2020년 12월 31일 경진여객에 양도했지만 2022년 12월 31일부로 양수, 용남고속버스라인 노선이자 대광위 준공영제 노선)

#### 간선급행버스
- ● 8800번: 수원종합버스터미널 - 수원시 평생교육학습관 - 경기도문화의전당, 두산 위브아파트, 코오롱 하늘채아파트 - 매탄동 삼성 1차, 매탄동 주공 4단지 - 법원사거리 - 아주대학교 - 수원월드컵경기장, 팔달구청 - 우만동 4단지 - 경기대학교 후문 - 광교역 입구 - 동수원 나들목 - 영동고속도로 - 신갈 분기점 - 경부고속도로 - 한남대교 - 순천향대학교 병원 - 남산1호터널 - 을지로3가역 - 을지로입구역 - 시청역 - 삼성프라자 - 서울역 버스 환승센터 (2013년 11월 12일 개통)

#### 시외버스,공항버스
동서울 발 노선
- ● R1309번: 동서울 - 잠실역 - 가락시장역 - 장지역 - 가천대역 - 천안
- ● R1312번: 동서울 - 잠실역 - 가락시장역 - 장지역 - 가천대역 - 천안 - 봉강교 - 온양

수원발 노선
- ● R8327번: 수원 - 아주대학교 - 영통 - 신갈 - 천안

공항버스
- ● A8835번: 동탄 라마다호텔 - 동탄 신라스테이 - 다은마을 (상행), 메타폴리스 (하행) - 능동 주공A - 병점 중심상가 - 안녕동 - 융건릉 - 신일해피트리2차 - 효행초등학교 - 봉담택지지구 중심상가 - 인천국제공항 1터미널 - 인천국제공항 2터미널 <이 노선은 대원고속과 공동배차한다.>
- ● A8837번: 동탄역 - 동탄 라마다호텔 - 동탄 신라스테이 - 다은마을 (상행), 메타폴리스 (하행) - 능동 주공A - 병점 중심상가 - 인천국제공항 1터미널 - 인천국제공항 2터미널 <이 노선은 대원고속과 공동배차한다.>

## 이전 운행 노선
용남고속이 시내버스를 인수하기 전 신원여객이 운행했던 노선도 포함되어 있다.

### 도시형버스
- ● 1번: 수원여자대학교 - 권선구청 - 탑동 - 구운중학교 - 농촌진흥청 - 수원역 - 수원버스터미널 - 망포고등학교 - 기산동 - 능동사거리 - 센트럴파크 - 메타폴리스 북측 - 동탄2동 주민센터 - 반송고등학교 <2010년 4월 운행 개시. 수원여객과 공동배차하였던 노선으로 2016년 3월 18일부터 수원여객 단독 운행.>
- ● 2번 (1기노선): 화서동 - 화서문 - 장안문 - 북수동 - 남수동 - 우만동
- ● 2번 (2기노선): 화서동 - 수원여자고등학교 - 고등동 - 수원역 - 세류초등학교 - 경기도청 - 팔달문 - 남수동 - 우만동 - 아주대 - 원천동 - 영통동 입구 - 황골마을 - 벽적골 - 망포동
- ● 2번 (3기노선): 수원여자대학교 - 권선구청 - 칠보입구 - LG빌리지 - 당수동 - 입북동 - 서수원시외버스터미널 - 삼환아파트 - 화서역 - 세류동 - 수원세무서 - 수원역 - 세류초등학교 <이 노선은 수원여객과 공동배차 한다.> (2015년 8월 18일 1번에 통폐합)
- ● 2-2번: 남부공영차고 - 래미안영통마크원 - 망포역 - 살구골 - 영통역 - 청명역 - 원천저수지 - 수원지방법원 - 아주대학교 정문 - 수원월드컵경기장 - 창룡문 - 팔달문 - 수원역 - 고등동 주민센터 - 화서시장 - 화서역 - 천천푸르지오 - 천천래미안 - 율전 화남아파트 <수원여객과 공동배차하였던 노선으로 2016년 3월 18일부터 수원여객 단독 운행.>
- ● 2-5번: 곡반정동 - 영통회차장 - 아주대학교 - 수원월드컵경기장 - 한양 수자인아파트 (이 노선은 수원여객과 공동배차 하였다. 2012년 9월 5일 노선 폐지)>
- ● 3번 (1기노선): 조원동 - 수성중사거리 - 장안문 - 고등동 - 수원역
- ● 3번 (2기노선): 남부차고 - 망포역 - 벽적골 - 영통역 - 청명역 - 태평양화학 - 법원사거리 - 성빈센트병원 - 팔달문 - 장안문 - 화서사거리 - 화서역 - 삼환아파트 (이 노선은 수원여객과 공동배차하였으나 2020년 3월 26일부로 수원여객 단독운행)
- ● 4번: 연무동 - 화서문 - 수원역 - 팔달문 - 조원동 (신원여객 시절 노선)
- ● 4-1번: 남부공영차고 - 망포역 - 영통역 - 청명역 - 태평양화학 - 법원사거리 - 성빈센트병원 - 팔달문 - 수성중학교 - 조원시장 - 조원동 주공아파트 (2019년 8월 7일 노선변경 및 연장)(2022년 1월 1일 부로 운행 중단)
- ● 4-2번: 대덕사 - 경희대학교 - 벽적골 - 영통역 - 청명역 - 태평양화학 - 법원사거리 - 아주대학교 - 수원월드컵경기장 - 우만4단지 - 경기대학교후문 - 광교테크노밸리 - 광교센트럴타운(대림, 오드카운티, 래미안) - 광교호수마을(휴먼시아32) - 광교마을(중심상가, 휴먼시아41) - 광교동부차고 (2014-09-25 ~ 2015-03-23)
- ● 8번: 조원동 주공아파트 - 장안구청 - 수원종합운동장 - 장안문 - 팔달문 - 인계파밀리에 - 수원시청, 수원시청역 - 경기도문화의전당 - 매탄4, 5단지 - 뉴코아아울렛 (2011년 12서월 1일 신설. 2014-04-02 신갈저수지-수원시청 단축, 2014년 11월 1일 99-1번과 통합)
- ● 9-2번: 광교동부차고 - 상현역(휴먼시아41, 중심상가) - 광교호수마을(휴먼시아32) - 광교센트럴타운(래미안, 오드카운티, 대림) - 광교중앙역(광교고등학교) - 수원월드컵경기장 - 아주대학교 - 성빈센트병원 - 2001아울렛 - 이춘택병원 - 수원역 - 농촌진흥청 - 구운중학교 - 강남A - 가온마을 - LG빌리지 - 칠보마을 - 신미주A - 칠보초등학교 (2013년 7월 24일 신설. 2019년 5월 1일 수원여객으로 양도.)
- ● 12번: 연무동 - 팔달문 - 권선시장 - 망포동 - 삼성전자 - 아주대 - 팔달문 - 경기대 (신원여객 시절 노선)
- ● 12-1번: 연무동 - 팔달문 - 태장면고개 - 수원시청 - 영통회차장 (신원여객 시절 노선)
- ● 15번: 동탄신도시 - 메타폴리스 - 삼성반도체 - 신영통현대A - 망포동 - 망포역 - 매탄권선역 - 매탄우남A - 매탄성일A - 동수원뉴코아 - 수원시청, 수원시청역 - 매교역 - 수원역 - 농촌진흥청 - 서수원시외버스터미널 - 입북동웅비A - 서수원푸르지오(2015년 12월 8일 제부여객으로 이관)
- ● 15-1번: 수원여자대학교 - 능실마을 - 칠보마을 - LG빌리지 - 가온마을 - 금곡강남A - 구운중학교 - 농촌진흥청 - 수원역 - 이춘택병원 - 성빈센트병원 - 법원사거리 - 동남빌라 - 산남중학교 - 원천주공1단지 - 삼성디지털시티 - 망포역 - 망포동 - 신영통현대A - 삼성반도체후문 - 한림대병원, 이마트동탄점 - 동탄2신도시 시범단지 - 동탄역, 포스코 (2020년 3월 10일 제부여객으로 이관)
- ● 17번: 수원여대 - 오목천동 - 수원역 - 팔달문 - 화성행궁 - 장안문 - 수원KT위즈파크·조원동 (2015년 7월 29일 신설, 2016년 9월 1일 52번에 통합)
- ● 18번: 광교동부차고 - 상현역(휴먼시아41, 중심상가) - 광교호수마을(휴먼시아32) - 광교센트럴타운(래미안, 오드카운티) - 광교역사공원 - 광교중앙역 - 아주대병원 - 법원사거리 <이 노선은 수원여객과 공동 배차 운행하였으나 2018년 11월 5일부로 수원여객이 단독 운행> (2014년 5월 27일 개통)
- ● 22-1번: 현대 . 기아차 남양 연구소 - 화성서부경찰서 - 화성시청 - 남양사거리 - 비봉중, 고교 ↔ 어천저수지 - 대한민국 51향토보병사단 원평 - 천천리 - 수원여자대학교 입구 - 고색사거리 - 공구유통타운 - 수원역(2016-08-17 22번으로 통합)
- ● 28번: 신영통 - 신갈 - 구성 - 보정역 (2006년 폐선)
- ● 29번: 연무동 - 팔달문 - 원천 - 망포동 - 권선동 - 태장면고개 - 팔달문 - 연무동
- ● 35번: 조원동 - 한일타운 - 화서문 - 수원역 - 세류사거리 - 경희대 (신원여객 시절 노선)
- ● 35-1번: 조원동 - 한일타운 - 장안문 - 수원여자고등학교 - 수원역 - 수원종합버스터미널 - 신영통 (신원여객 부도와 동시에 운행 중지, 폐선)
- ● 36번: 이목동 - 조원동 - 한일타운 - 장안문 - 팔달문 - 수원역 - 농촌진흥청 - 구운동 - 화서역 - 동남보건대 - 동원고 (수원여객과 공동 배차, 신원여객 부도 이후 철수)
- ● 37번: 경기대학교 입구 - 장안문 - 상공회의소 - 정자사거리 - 화서역 - 삼환A - 웃거리 - 농촌진흥청 - 수원역 - 이춘택병원 - 성빈센트병원 - 법원사거리 - 영통입구 - 신갈오거리 - 경기도박물관 - 상갈역 - 루터대학교 - 금화마을 - 한국민속촌 <이 노선은 수원여객과 공동배차하였으나 2021년 10월 25일 부로 수원여객 단독운행>
- ● 38번: 연무동 - 장안문 - 팔달문 - 수원역 - 서둔동 - 구운동 - 성균관대역 (신원여객 시절 노선)
- ● 39번: 서수원시외버스터미널 - 구운초등학교 - 서둔동 - 수원역 - 이춘택병원 - 팔달문 - 장안문 - 화서역 - 성균관대학교 자연과학캠퍼스 - 성균관대역 - 동원고등학교 <수원여객과 공동배차하던 노선이었으나 2015년 10월부터 수원여객이 단독 운행.>
- ● 40번: 파장동 - 노송마을 - 화서역 - 탑동 - 수원여대 - 영신여고
- ● 46-1번: 수원역 - 이춘택병원 - 성빈센트병원 - 아주대학교 - 수원지방법원 - 흥덕지구 - 광교호반마을(휴먼시아, 한양) - 수원연화장[3](2016-08-17 22번으로 통합)
- ● 47번 (2006년): 이목동 - 동남보건대 - 성대역 - 서수원터미널 - 탑동 - 권선구청 - 수원여대 - 영신여고 (수원여객과 공동 배차)
- ● 47번 (2010년대): 광교동부차고 - 수원연화장 - 광교호반마을(한양, 휴먼시아) - 광교가람마을(에일린의뜰, 호반가든하임) - 광교에듀타운(힐스테이트) - 광교테크노밸리 - 경기대학교후문 - 우만4단지 - 창룡문 - 팔달문 - 이춘택병원 - 수원역 - 숙지중·고교 - 화서역 (2012년 2월 ~ 2014-10-01. 개통 초기에는 병점까지 가는 노선이었다가 칠보 방면 노선으로 운행하기도 하였다.)
- ● 50-1번: 연무동 - 팔달문 - 수원역 - 한일전산여고 - 오목천동 (신원여객 노선)
- ● 52번: 광교동부차고 - 광교중앙역 - 아주대병원 - 수원시청역 - 수원역- 세류지구 - 팔달문 - 장안문 - 수원KT위즈파크 - 장안구청 (2017년 8월 23일 폐선)
- ● 55번: 이목동차고지 - 파장동삼익A - 한일타운 - 수원종합운동장 - 화서역 - 서수원시외버스터미널 - 강남A - 가온마을 - LG빌리지 - 칠보마을 - 호매실삼익A - 권선구청 - 고색사거리 - 오목천청구A <수원여객과 공동배차하던 노선이었으나 2015년 10월부터 수원여객이 단독 운행.>
- ● 57번: 수원여자대학교 - 한일전산여고 - 권선구청 - 고색사거리 - 수원역 - 세류1동 - 정조사거리 - 세류사거리 - 세류역 - 수원종합버스터미널 - 농수산물시장 <이 노선은 수원여객과 공동 배차 운행했다.> (2013-05-15 ~ 2015-02-10)
- ● 59번: 남부공영차고 - 망포역 - 망포중학교 - 반월리큰고개 - 한림대병원 - 전하리교회.우미제일A - 포스코더샵.롯데캐슬A - 호수부영3차.우미린2차A - 자이파밀리에.LH29단지 - 동탄2차고지 <2019년 12월 20일 4-1번에서 분할되어 신설, 2020년 1월 8일에 제부여객으로 이관>
- ● 63번: 영통 - 원천동 - 팔달문 - 장안문 - 동원고 - 안양역 (신원여객 시절 노선으로 수원여객과 공동배차하였음.)
- ● 64번: 영통 - 수원종합버스터미널 - 세류동 - 팔달문 - 장안문 - 노송마을 - 동원고등학교 - 의왕시 고천동 - 명학역 - 안양역 (신원여객 시절 노선으로 수원여객과 공동배차하였음.)
- ● 70번: 영통회차장(망포역) - 영통역 - 청명역 - 법원사거리 - 아주대 - 월드컵경기장 - 연무시장 - 보훈원 - 광교산 (현대 블루시티를 이용해 운행 예정이었으나[4] 개통되지 못하였으며, 해당 차량은 88번에서 운행하고 있다.)
- ● 78번: 곡반정동 - 아주대입구 - 이의동
- ● 80번: 동원고 - 성균관대 - 구운동 - 칠보 (신원여객 시절 노선)
- ● 82번: 곡반정동 - 권선시장 - 수원시청 - 매탄동 - 성빈센트병원 - 중동사거리 → 수원역 → 화서문 → 팔달문 → 중동사거리 (수원여객과 공동 배차하던 노선. 2007년 초 폐선)
- ● 83번: 곡반정동 - 효원고 - 동수원우체국 - 성빈센트병원 - 팔달문 (수원여객과 공동 배차, 2014. 3. 5 폐선)[5]
- ● 83-3번: 곡반정동 - 수원종합버스터미널 - 수원시청 - 청소년문화센터 - 동수원사거리 - 성빈센트병원 - 팔달문 - 장안문 - 화서문 - 고등동 - 수원역 - 경기도청 - 성빈센트병원
- ● 84번: 영통 - 뉴코아 - 수원역 - 칠보 (신원여객 시절 노선)
- ● 85번: 연화장 - 원천유원지 - 법원 - 아주대학교 (2005년 11월 폐선, 2005년 중까지 탑동 - 서둔동 - 수원역 - 성빈센트병원 - 아주대학교 입구 - 원천유원지 - 수원 연화장으로 운행했다.)
- ● 86번: 칠보 - 구운동 - 서둔동 - 수원역 - 태장면고개 - 수원시청 - 인계동 - 아주대학교 - 수원월드컵경기장 - 우만동 (수원여객과 공동 배차 노선)
- ● 88-1번: 수원여자대학교 - 권선구청 - 탑동 - 서호초등학교 - 수원역 - 수원종합버스터미널 - 임광아파트 - 법원사거리 - 아주대학교 - 수원월드컵경기장 - 광교중앙역(광교고등학교) - 광교센트럴타운(대림, 오드카운티, 래미안) - 상현역(중심상가, 휴먼시아41) - 광교호수마을(휴먼시아32, 참누리)(2022년 5월 17일 부로 폐선)
- ● 90번 (1기노선): 파장동 - 정자지구 - 상공회의소 - 팔달문 - 동수원사거리 - 터미널 (신원여객 시절 노선)
- ● 90번 (2기노선): 수원여자대학교 - LG빌리지 - 성균관대역 - 정자시장 - 팔달문 - 아주대 - 상현역(광교마을) (2016년 2월 1일 ~ 2017년 5월 12일)
- ● 92-1번 (1기노선): 경희대학교 - 망포동 - 수원시청 - 매교 - 수원역 - 화서역 - 정자동 - 동신아파트 (수원여객과 공동 배차 노선)
- ● 92-1번 (2기노선): 동탄신도시 - 동탄2동주민센터 - 동탄1동주민센터 - 한림대병원, 이마트동탄점 - 삼성반도체후문 - 신영통현대A - 망포동 - 망포역 - 매탄권선역 - 매탄성일A - 동수원뉴코아 - 수원시청, 수원시청역 - 매교역 - 경기도청 - 수원역 - 농촌진흥청 - 삼환A - 율현중학교 - 백설마을 - 동남보건대학 - 성균관대역 <이 노선은 수원여객과 공동배차하였으나 2021년 10월 25일부로 수원여객 단독운행>
- ● 96번: 곡반정동 - 농수산시장 - 수원시청 - 매탄동 - 동수원사거리 - 성빈센트병원 - 팔달문 - 북수동 - 장안문 - 수원종합운동장 - 조원동 - 이목동 - 파장동 (신원여객 시절 노선, (수원여객과 공동 배차 노선)
- ● 98번: 이목동차고지 - 동원고등학교(하행) - 동신아파트 - 정자3동 행정복지센터 - 수원의료원 - 상공회의소 - 장안문 - 팔달문 - 인계파밀리에 - 동수원우체국 - 매탄공원 - 산남중학교 - 동수원중학교 - 원천주공1단지 - 무궁화전자 - 신나무실 - 벽적골 - 망포역 - 신영통현대타운 - 삼성전자 화성캠퍼스 - 능동마을 - 메타폴리스 - 새강마을 - 나루마을 - 동탄국제고등학교 - 나루고등학교 - 한화꿈에그린 (이 노선은 수원여객과 공동배차하였으나 2020년 3월 26일부로 수원여객 단독운행)
- ● 98-1번: 파장동 - 동신아파트 - 수성중사거리 - 장안문 - 북수동 - 팔달문 - 매교동 - 매탄동 - 원천동 (수원여객과 공동 배차 노선)
- ● 99-1번: 동부차고 - 삼성디지털시티 - 망포역 - 교통공원 (2014-11-01 8번과 통합, 2014-12-26 동탄차고-기산중구간 연장) (2017년 10월 25일 폐선)
- ● 106번: 한국아파트 - 산남중학교 - 매탄삼거리 - 법원사거리 - 우만사거리 - 성빈센트병원 - 향교 - 수원역 - 웃거리 - 삼환아파트 - 천천A지구 - 율전동 - 성대역 (1996년 폐지. 신원여객 시절 노선.)
- ● 113번 (1990년대): 화서동 - 수원여자고등학교 - 고등동 - 수원역 - 세류초등학교 - 경기도청 - 팔달문 - 남수동 - 우만동 (1994년 5월 1일 도시형버스 2번에 통합)
- ● 113번: 신영통 - 망포동 - 화홍고등학교 - 매탄동 - KBS - 매교동 - 팔달문 - 장안문 - 수성고등학교 - 동남보건대학교 - 성균관대역 (신원여객 부도와 동시에 운행 중지, 폐선)
- ● 114번: 화서동 - 화서문 - 장안문 - 북수동 - 남수동 - 우만동 (1994년 5월 1일 도시형버스 3번에 통합)
- ● 115번: 조원동 - 한일타운 - 송죽동 - 대평중학교 - 동남보건대학교 - 화서역 - 수원역 - 세류초등학교 - 정조사거리 - 농수산물시장 - 수원종합버스터미널 (신원여객 부도와 동시에 운행 중지, 폐선)
- ● 118번: 경희대학교 - 수원종합버스터미널 - 세류사거리 - 수원역 - 구운동 - 화서역 - 동남보건대학교 - 성균관대역 - 동원고등학교 (신원여객 부도와 동시에 운행 중지, 폐선)
- ● 123A번: 경기도청 - 수원역 - 호매실 - 수원여자대학교입구 - 수원산업단지 - 호매실 - 경기도청 (2017년 7월 1일 도시형버스에서 전환, 출퇴근 시간에만 운행)[6](2022.6.30 폐선)
- ● 123D번: 수원여자대학교입구 - 당수동 - 입북동 - 수원역 (새벽 첫 차만 운행)(123A과 똑같이 폐선)
- ● 201번: 원영화남아파트 - 오산역 - 운암단지 - 세미초교 - UN군초전기념관 - 병점역사거리 - 세류역 - 매교역 - 수원시청 - 청소년문화센터 - 법원사거리 - 국토지리정보원 - 광교에일린의뜰 - 광교중앙역 - 광교테크노밸리 (2018년 4월 23일 개통) (오산교통과 공동 배차 운행하였으나 2018년 10월 22일부로 오산교통이 단독 운행.)
- ● 640번: 경희대 - 권선동 - 세류사거리 - 수원역 - 농촌진흥청 - 화서역 - 정자지구 - 노송마을 - 안양 (신원여객 시절 노선으로 수원여객과 공동배차하였음.)

### 일반좌석버스
- ● 110번: 영통지구 - 수원역 - 웃거리 - 당수동 - 구반월 - 상록수역 - 예술인아파트 - 안산시청 - 라성시장 - 주택단지 - 안산역 - 반월공업단지 (신원여객의 노선 인수 과정에서 유입되었다가, 경원여객으로 양도되었으며, 수원역 - 선부동 구간으로 변경되었다.)
- ● 333번: 영통동 - 수원역 - 수원종합운동장 - 의왕시청 - 호계사거리 - 관악역 - 석수역 - 시흥 나들목 - 구로공단역 - 신대방역 - 신림역 - 신림동 (삼경운수에서 받았다가 다시 이관된 후 폐선되었다.)
- ● 720번: 수원역 - 경기도청 - 동수원사거리 - 아주대학교 - 우만동 3, 4단지 - 경기대학교 후문 - 정평 - 수지초등학교 - 수지구청 - 한국아파트 - 삼성 4차아파트 - 수지중학교, 수지고등학교 - 미금역 - 정든마을 - KT 본사 - 양지마을 - 파크타운 - 효자촌 - 시범단지 - 이매역 - 야탑역 - 야탑동 - 하탑동 - 대원터널 - 상대원동 - 신구대학교 - 을지대학교- 남한산성입구역 (1999년 1월에 경기고속에 노선 양도 뒤 같은해 5월 도시형버스로 형간전환되었다. 현재는 오목천동에서 광교신도시로 단축되었으며 오목천동 ~ 광교신도시 구간은 대체 노선인 도시형버스 730번이 재개통 하였다. 이 노선은 경기교통, 용일여객, 남양여객과 공동 배차를 했다.)
- ● 777번: 수원역 ↔ 병무청 입구 ↔ 화서문 ↔ 장안문 ↔ 수원종합운동장 ↔ 효행공원 ↔ 고천파출소 ↔ 의왕시청 ↔ 오전육교 ↔ 호계3동 주민센터 ↔ 호계신사거리 ↔ 안양남초등학교 ↔ 인덕원 대우아파트 ↔ 인덕원역 ↔ 갈현동 부대 ↔ 정부과천청사역, 과천시청 ↔ KT 과천지사 ↔ 과천도서관, 과천역 ↔ 과천 주공 8단지 ↔ 과천성당 ↔ 관문사거리, 남태령역 ↔ 전원마을 ↔ 사당역 (1995년 1월 27일에 경일여객에서 운행하던 노선을 인계받아 운행하다가 1996년 8월 5일에 삼경운수로 1차 이관. 1997년 8월 12일에 경진여객으로 2차 이관 후 도시형버스로 형간전환되었다.)

### 직행좌석버스
- ● 1007번: 수원역 - 경기도청 - 팔달문 - 수원월드컵경기장 - 경기대학교 후문 - 동수원 나들목 - 영동고속도로 - 신갈 분기점 - 경부고속도로 - 판교 나들목 - 판교신도시 - 서울공항 - 세곡동 - 수서역 - 가락시장역 - 송파역 - 석촌역 - 잠실역 - 몽촌토성역 - 성내역 (1997년 2월에 삼성여객에서 인계받아 운행하다가 2002년 12월 대원고속으로 노선 양도)
- ● 1007-1번: 경희대학교 - 신영통 - 아주대학교 - 수원월드컵경기장 - 경기대학교 후문 - 동수원 나들목 - 영동고속도로 - 신갈 분기점 - 경부고속도로 - 판교 나들목 - 판교신도시 - 서울공항 - 세곡동 - 수서역 - 삼전동 - 잠실새내역 - 잠실역 - 몽촌토성역 - 성내역 (2002년 12월 대원고속으로 노선 양도)
- ● 1009번: 수원역 - 화서역 - 수원공구유통상가 - 고색동 - 탑동 - 동남보건대학 - 파장동 - 동원고등학교 - 경수산업도로 - 의왕 나들목 - 과천봉담도시고속화도로 (의왕요금소) - 학의 분기점 - 수도권제1순환고속도로 (청계요금소, 성남요금소) - 송파 나들목 - 복정역 - 가든 파이브 - 장지역 - 문정역 - 가락시장역 - 송파역 - 석촌역 - 잠실역 - 잠실대교 - 구의역 - 강변역 - 동서울종합버스터미널 (2002년 12월 대원고속으로 노선 양도)
- ● 1550-1번: 한신대학교 - 병점역 사거리 - 태안 중심상가 - 삼성반도체 - 신영통현대A - 망포동 - 망포역 - 경희대학교 - 두진아파트 - 수원 나들목 - 경부고속도로 - 반포 나들목 - KCC 사옥 - 신논현역 - 강남역 - 뱅뱅사거리 - 양재역 - 양재시민의숲역 - 양재 나들목 (대원고속과 공동 배차했음, 한신대학교까지 운행하지 않음)
- ● 1550-3번: 동탄공영차고지 - 나루마을 - 메타폴리스 - 예당마을 - 기흥동탄 나들목 - 경부고속도로 - 반포 나들목 - KCC 사옥 - 신논현역 - 강남역 - 뱅뱅사거리 - 양재역 - 양재시민의숲역 - 양재 나들목 (제부여객으로 이관)
- ● 1560-1번: 동탄신도시 - 삼성반도체 - 고매동 - 공세동 - 한국민속촌 - 보라동 - 신갈동 - 수원 나들목 - 경부고속도로 - 반포 나들목 - KCC 사옥 - 신논현역 - 강남역 - 뱅뱅사거리 - 양재역 - 양재시민의숲역 - 양재 나들목 (수원시 구간은 영업 운행 하지 않음.)
- ● 2007번: 수원역 - 병무청 - 장안문 - 수원종합운동장 - 홈플러스 북수원점 - 파장동 - 북수원 나들목 - 의왕 나들목 - 과천봉담도시고속화도로 (의왕요금소) - 학의 분기점 - 수도권제1순환고속도로 (청계요금소) - 성남 나들목 - 모란역 - 수진역 - 신흥역 - 단대오거리역 (삼경운수로 노선 이관)
- ● 3000번: 수원여대 - 수원역 - 경기도청 - 팔달문 - 장안문 - 홈플러스 북수원점 - 수원종합운동장 - 한일타운 - 경수산업도로 - 의왕 나들목 - 과천봉담도시고속화도로 (의왕요금소) - 선바위역 - 송동마을 - 과천우면산도시고속화도로 - 우면산터널 - 예술의 전당 - 서초역 - 교대역 - 강남역 - 뱅뱅사거리 - 양재역 - 양재시민의숲역 - 양재 나들목 - 선암로 나들목 - 선바위역 (2017년 1월 24일 경진여객으로 이관)
- ● 3001번: 경희대학교 - 신영통 - 아주대학교 - 수원월드컵경기장 - 경기대학교 후문 - 동수원 나들목 - 영동고속도로 - 신갈 분기점 - 경부고속도로 - 양재 나들목 - 양재시민의숲역 - 양재역 - 뱅뱅사거리 - 강남역 (2011년 6월 노선 폐지. 이 노선은 5100번으로 대체)
- ● 5100-1번: 경희대학교 - 신영통 - 아주대학교 - 수원월드컵경기장 - 동수원 나들목 - 영동고속도로 - 신갈 분기점 - 경부고속도로 - 양재 나들목 - 양재시민의숲역 - 양재역 - 뱅뱅사거리 - 남부터미널역 - 서울남부버스터미널 - 교대역 - 강남역 - 뱅뱅사거리 - 양재역 - 양재시민의숲역 - 양재 나들목 (2005년 2월 직행좌석버스 3001번과 노선 통합 이후 2011년 6월 최종 폐선) <이 노선은 성산교통(경남여객)으로부터 양도 받은 노선이다.>
- ● 8407번: 의왕시 고천동 - 의왕시청 - 호계사거리 - 범계역 - 평촌 나들목 - 수도권제1순환고속도로 (시흥요금소, 김포요금소) - 일산 나들목 - 백석역 - 마두역 - 주엽역 - 대화역 (수원시 구간은 영업 운행 하지 않았음, 2011년 2월 경원여객으로 노선 양도)
- ● 8409번: 의왕시 고천동 - 의왕시청 - 호계사거리 - 범계역 - 평촌 나들목 - 수도권제1순환고속도로 (청계요금소, 성남요금소, 구리요금소) - 의정부 나들목 - 장암역 - 의정부역 - 의정부버스터미널 - 경기도 제2청사 (수원시 구간은 영업 운행 하지 않았음, 2011년 2월 경기고속으로 노선 양도)

### 굿모닝 급행버스
- ● G3007번: 선일초등학교.수원아이파크시티 - 평생교육학습관.남수원중학교 - 아주대학교 - 광교테크노밸리 - 동수원 나들목 - 영동고속도로 - 신갈 분기점 - 경부고속도로 - 반포 나들목 - 신논현역 - 강남역 - 양재역 (2층버스 운행, 2018년 1월 24일 신설, 2018년 5월 직행좌석버스 3008번으로 형간 전환)

### 국토교통부의 광역급행버스
- ● M5443번: 능실마을21단지 - 한양수자인파크원 - 칠보마을 - 서수원버스터미널 - 과천봉담도시고속화도로 - 서초역 - 강남역 - 양재역 - 양재시민의숲 (2019년 3월 12일 개통, 2020년 12월 31일 경진여객으로 이관)

### 시외버스, 공항버스
- ● R7770번: 수원역 ~ 장안문 ~ 의왕 요금소 ~ 사당역 (1996년 8월 12일 삼경운수에 양도하였으나 훗날 직행좌석버스 7770번으로 형간전환. 이후 1997년 8월 12일에 경진여객으로 양도하였다.)
- ● R8318번: 천안 ~ 성환 ~ 평택 (2013년 6월 1일 폐선)
- ● R8323번: 성남 - 평택대학교 - 평택 - 남서울대학교 (2015년 12월 대원고속으로 양도)
- ● R8420번: 성남 - 오산 - 송탄 - 국제대학교 (2015년 12월 대원고속으로 양도)
- ● R8450번: 수원 - 수원역 - 화서시장 - 장안문 - 한일타운 - 지방행정연수원 - 의왕고천 - 호계동 - 비산사거리 - 관악역 - 고양 (백석) - 고양 (화정)(2021년 2월 15일 운행 중단, 2024년 8월 1일 직행좌석 8450번으로 형간 전환)
- ● 수원 ~ 평택 (2006년 1월 노선 폐지)
- ● 온양 ~ 천안 ~ 안양 (2006년 1월 노선 폐지)
- ● 수원종합버스터미널 - 원천유원지 - 영통 입구 - 국도 제42호선 - 수원 나들목 - 경부고속도로 - 강남대로 - 한남대교 - 한남동 - 남산1호터널 - 을지로3가역 - 을지로4가역 - 을지로5가 - 동대문역사문화공원역 (2011년 1월 노선 폐지, 현재 간선급행버스 8800번이 대부분 구간을 대체 하여 운행 중)
- ● 수원 ~ 구리 ~ 의정부 (2011년 2월 노선 폐지, 현재 경기고속 경기순환버스 8409번이 전 구간 대체 하여 운행 중)
- ● 오산시외버스터미널 - 오산시청 - 운암동 주공 3단지 - 오산 나들목 - 경부고속도로 - 반포 나들목 - KCC 사옥 - 신논현역 - 강남역 - 뱅뱅사거리 - 양재역 - 양재시민의숲역 - 양재 나들목 (2004년 4월에 명진여객에서 받은 노선이다, 2011년 3월 직행좌석버스 5300번으로 형간 전환)
- ● 군산 ~ 성남 (2010년 10월 금남고속으로 노선 양도)
- ● 군산 ~ 평택 ~ 송탄 (2010년 10월 금남고속으로 노선 양도)
- ● 오산시외버스터미널 - 오산시청 - 운암동 주공 3단지 - 오산 나들목 - 경부고속도로 - 서초 나들목 - 남부터미널역 - 예술의 전당 - 방배동 - 사당역 (2012년 4월 직행좌석버스 5300-1번 개통으로 인해 운행 중단)
- ● 강화 ~ 김포한강신도시 ~ 김포국제공항 ~ 청주 (2012년 9월 충북리무진으로 노선 양도)
- ● 성남 ~ 평택 (2015년 12월 대원고속으로 양도)
- ● 안산 - 대전 (대원고속, 금남고속과 공동운행, 2020년 12월 1일 한양고속으로 양도)
- ● 안산 - 상록수역 - 천안 (금남고속, 충남고속과 공동운행, 2020년 12월 1일 한양고속으로 양도)
- ● 안산 - 기지시 - 당진 - 서산 - 태안 (충남고속과 공동운행, 2020년 5월 한양고속으로 양도)
- ● 안양 - 광명역 - 기지시 - 당진 - 서산 - 태안 (충남고속과 공동운행, 한양고속으로 양도)

공항버스
- ● A4000번: (구)동수원 호텔캐슬 - 한일타운 - 인천국제공항 1터미널 - 인천국제공항 2터미널 (2018년 6월 3일 경기공항리무진버스에서 양수받은 노선이었으며 2020년 9월 15일부로 경기공항리무진으로 재운행)
- ● A4300-1번: (구)동수원 호텔캐슬 - 수원역 - 서수원터미널 - 김포공항 (일 12회 운행) (2018년 6월 3일 경기공항리무진버스에서 양수받은 노선이었으며 2020년 9월 15일부로 경기공항리무진으로 재운행)

## 사업장 현황
- 용남고속, 용남고속버스라인, 용남공항리무진 본점: 경기도 수원시 권선구 온정로 88 (오목천동)
- 용남고속 학원지점: 경기도 수원시 권선구 매송고색로506번길 18 (오목천동)
- 용남고속버스라인 수원지점: 경기도 수원시 권선구 온정로 88 (오목천동)

## 보유 차량

#### 기아
- 기아 뉴 그랜버드 슈퍼 프리미엄 파크웨이
- 기아 뉴 그랜버드 슈퍼 프리미엄 션샤인

#### 현대자동차
- 현대 뉴 슈퍼 에어로시티
- 현대 저상 뉴 슈퍼 에어로시티
- 현대 일렉시티/일렉시티 더블데커
- 현대 유니버스 스페이스 엘레강스
- 현대 뉴 프리미엄 유니버스 스페이스 럭셔리
- 현대 뉴 프리미엄 유니버스 프라임
- 현대 뉴 프리미엄 유니버스 익스프레스 노블
- 현대 뉴 프리미엄 유니버스 노블
- 현대 뉴 프리미엄 유니버스 노블 EX

#### 비야디 자동차
- BYD eBus-11
- BYD eBus-12

#### 하이거 버스
- 하이거 하이퍼스 1611P

#### MAN
- MAN 라이온스 더블데커

## 갤러리

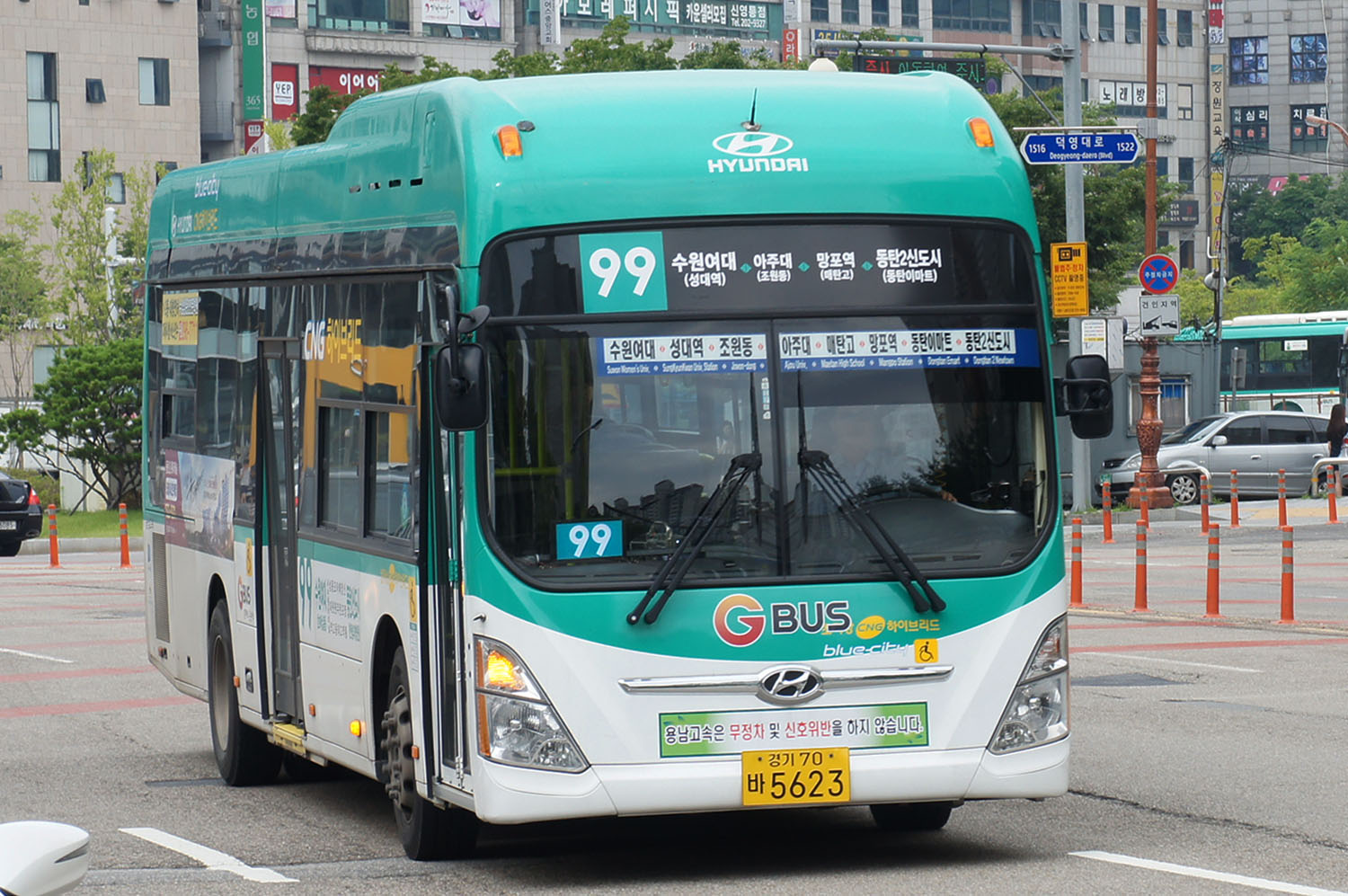
수원시내버스 99번
수원시내버스 5100번
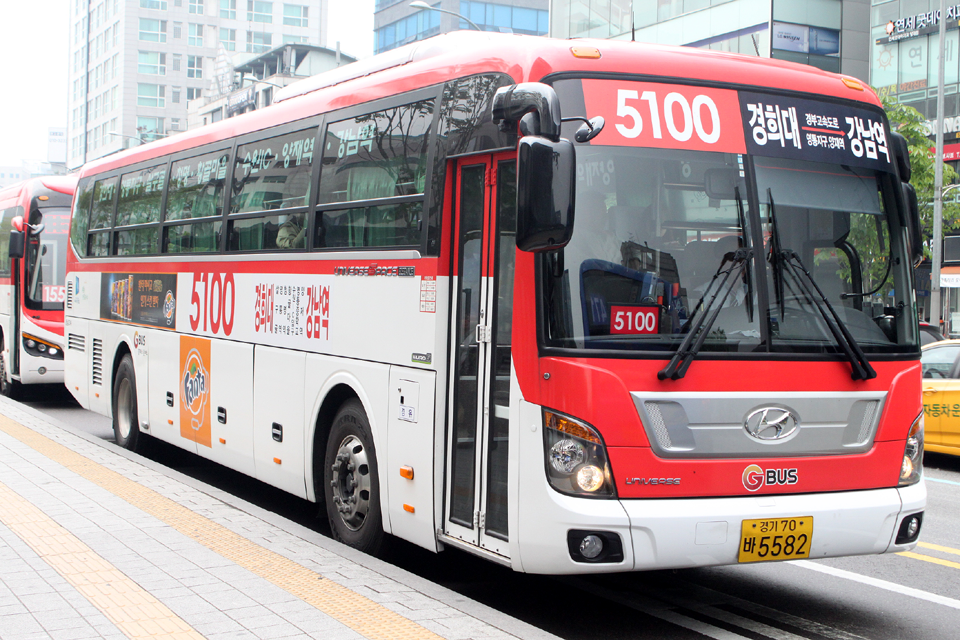
수원시내버스 5100번
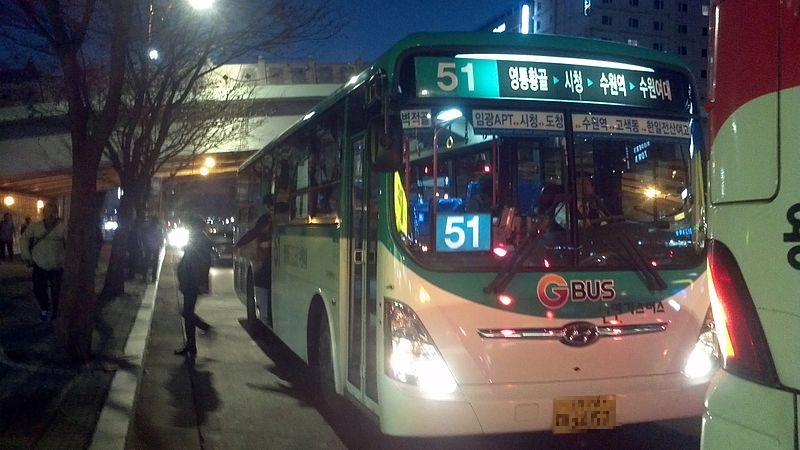
수원시내버스 51번
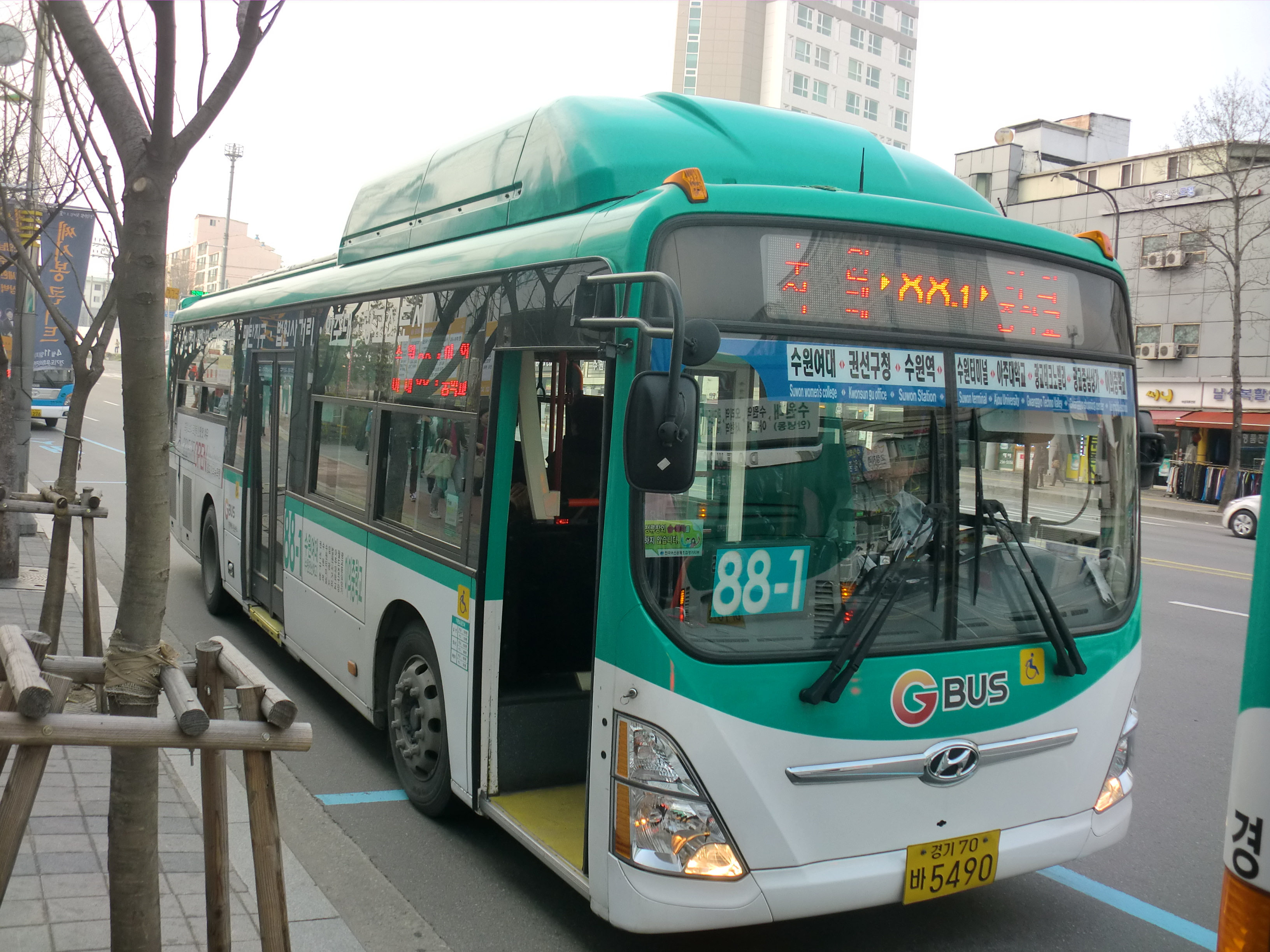
수원시내버스 88-1번
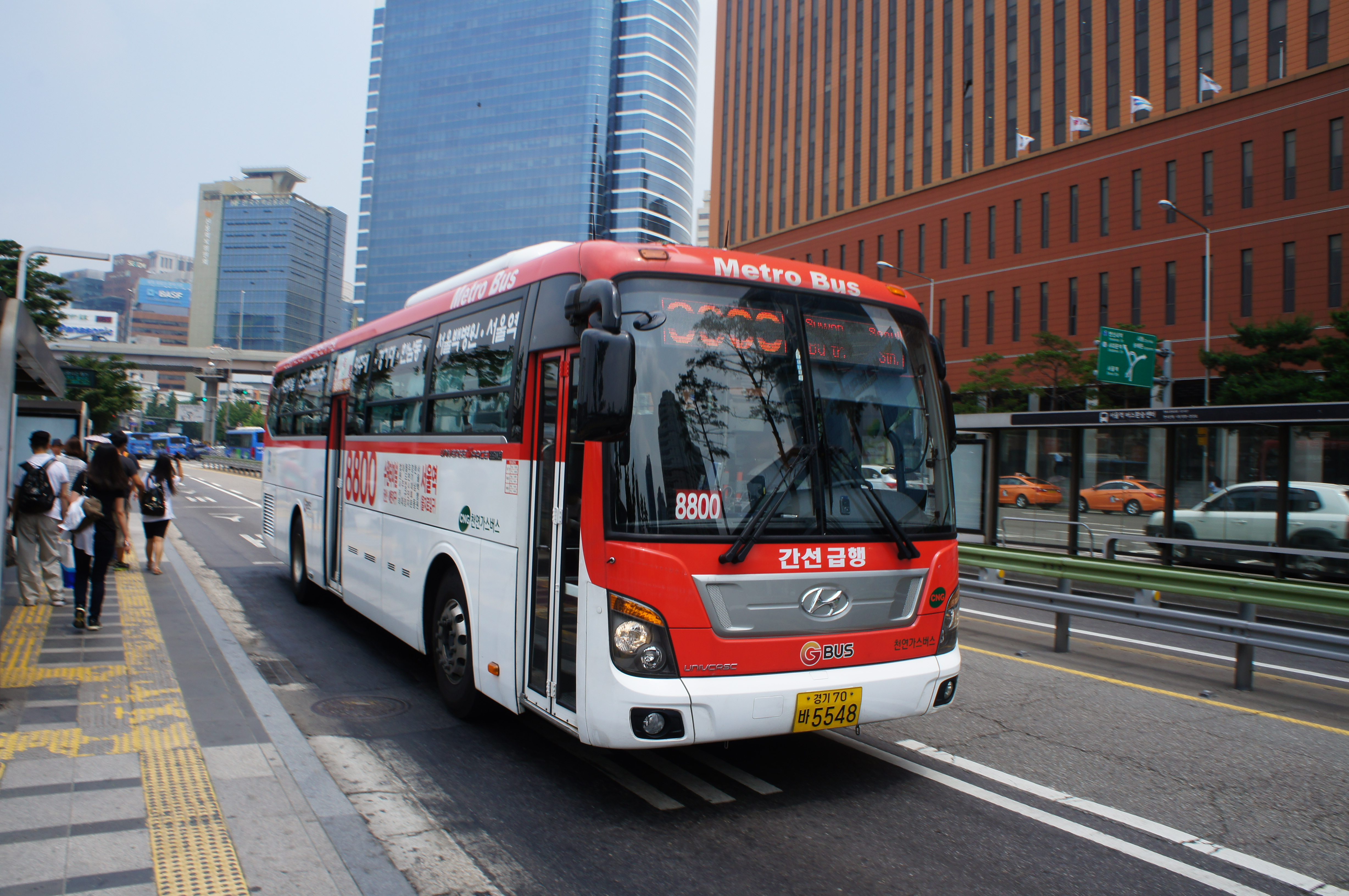
수원시내버스 8800번
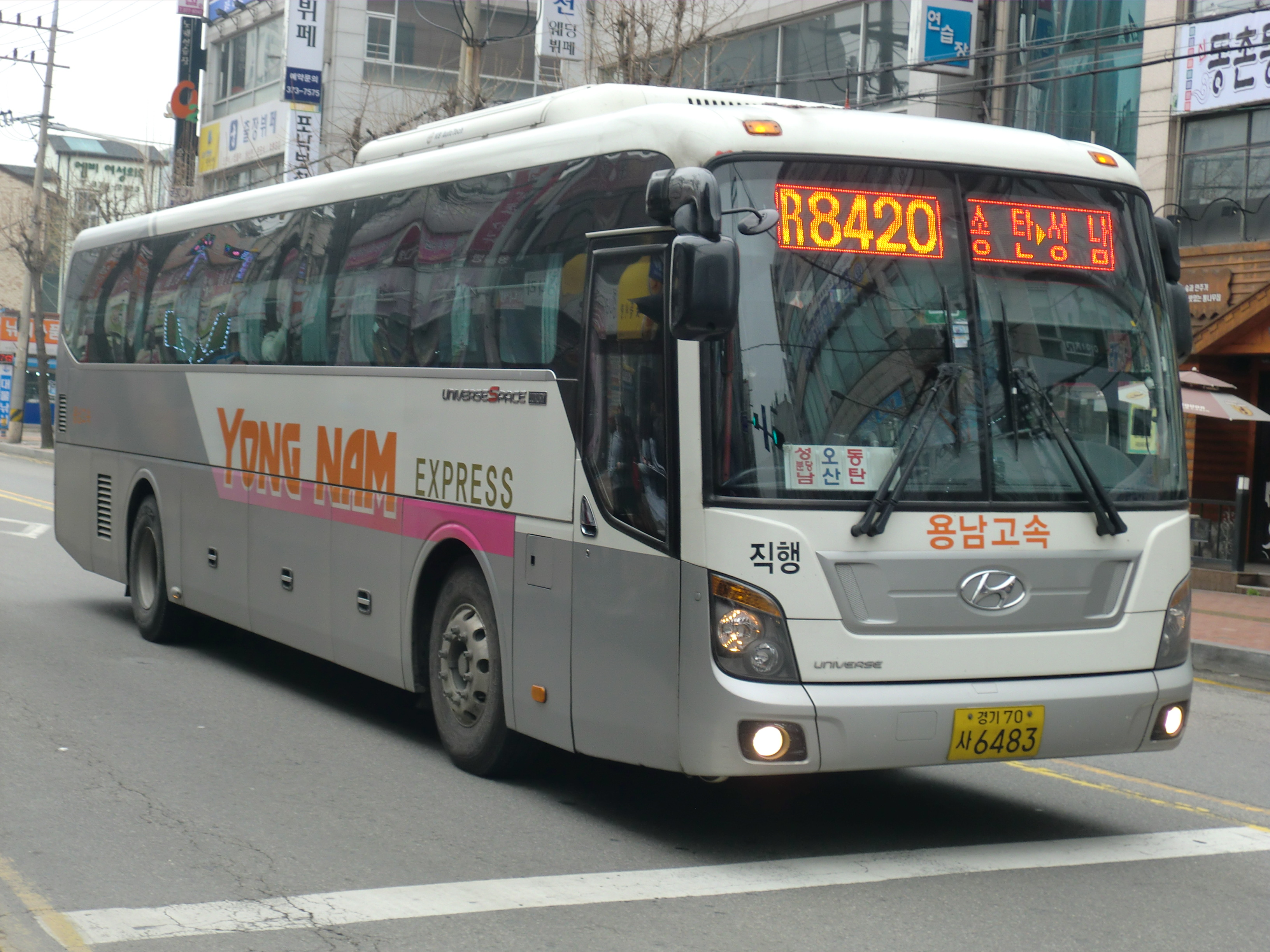
시외버스 R8420번
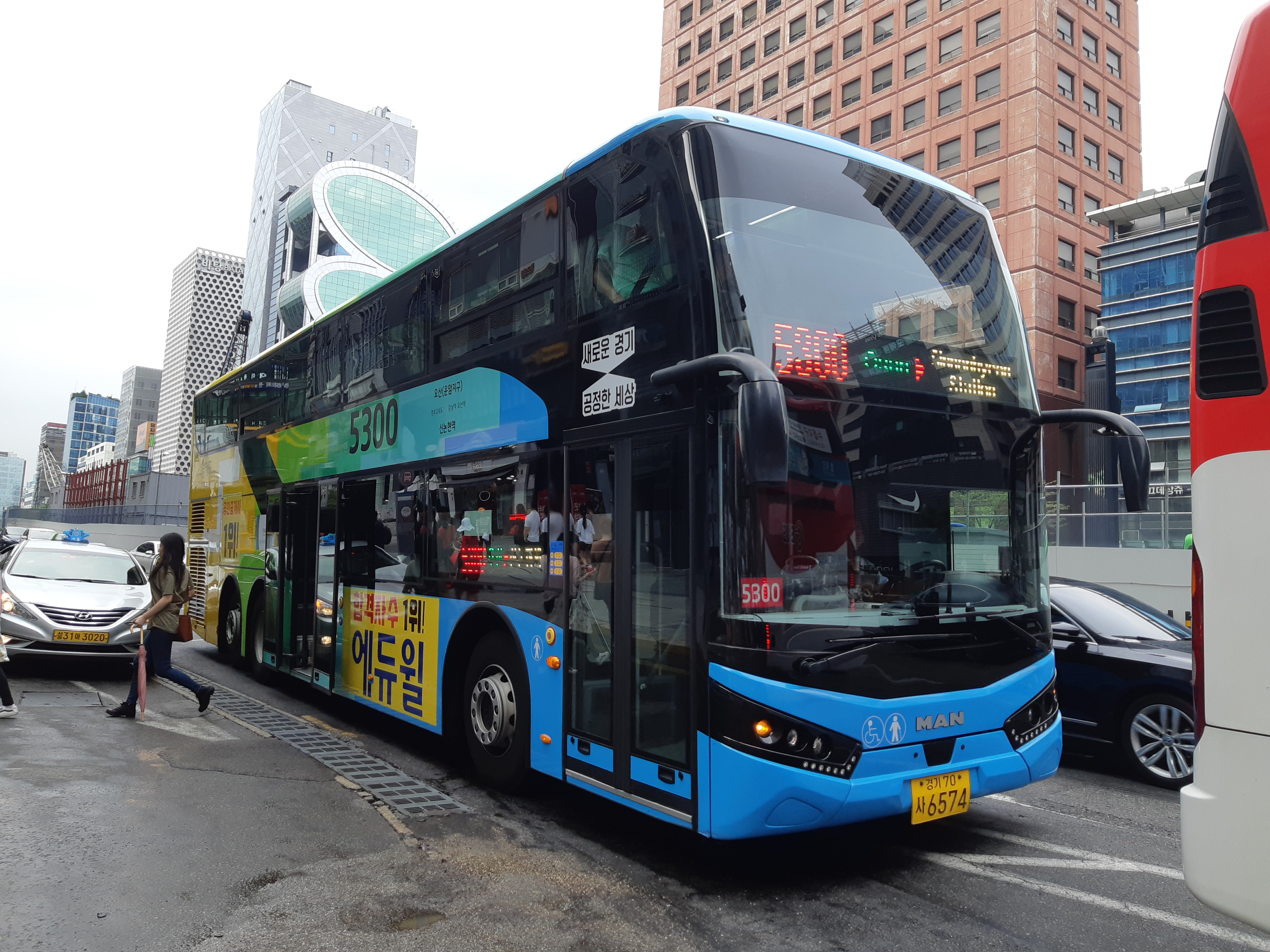
오산시내버스 5300번